# Franz Reinhard Wagner

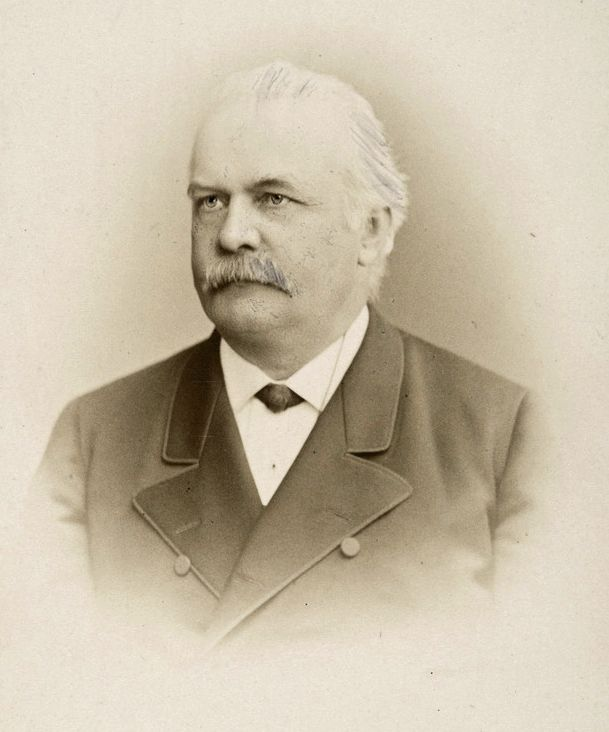
Franz Reinhard Wagner, um 1890

Franz Reinhard Wagner (* 1824; † 20. Oktober 1900 in Prödel) war ein Verleger und Stadtrat in Leipzig.

## Leben und Wirken
Franz Wagner gründete 1853 eine Buchhandlung in Leipzig. Mit dieser war er in den folgenden Jahrzehnten auch als Kommissionär für auswärtige Verlage tätig.
1861 war er außerdem verantwortlicher Redakteur der Berliner Modezeitung Der Bazar. 1863 bis 1871 leitete er deren Verlagsniederlassung in Leipzig. Danach war er Vorstandsmitglied der neu gegründeten Bazar-Actien-Gesellschaft, mindestens bis 1880.
Franz Wagner war Mitglied im Vorstand des Börsenvereins der Deutschen Buchhändler zwischen 1862 und 1893. Spätestens seit 1880 war er unbesoldeter Stadtrat in Leipzig. 1893 erwarb er die Leipziger Filiale der Hahnschen Buchhandlung aus Hannover.
1895 war er Vorstandsmitglied im Leipziger Kunstverein.
Franz Reinhard Wagner war verheiratet mit Karoline Marie Ottilie, geborene Brandstetter (1832–1916) und hatte drei Töchter. Er war ein Schwager des Verlegers Oscar Brandstetter und möglicherweise ein Verwandter von Richard Wagner.
Er starb in der Heilanstalt Hartheck und wurde im Wagner-Brandstetterschen Erbbegräbnis in der IV. Abteilung des Neuen Johannisfriedhofs beerdigt.